# Летние Олимпийские игры 1972
XX летние Олимпийские игры проводились в Мюнхене (ФРГ) с 26 августа по 10 сентября 1972 года.

## История
Весной 1966 года в Риме местом проведения Олимпийских игр 1972 года был выбран Мюнхен.
В ФРГ собралось рекордное количество участников и национальных команд. Впервые прислали своих делегатов на крупнейший спортивный форум мира Албания, Верхняя Вольта, Габон, Дагомея, Корейская Народно-Демократическая Республика (её представители стартовали до этого на зимних Олимпийских играх 1964 и 1972 годов), Лесото, Малави, Саудовская Аравия, Свазиленд, Сомали и Того.

## Подготовка к проведению игр

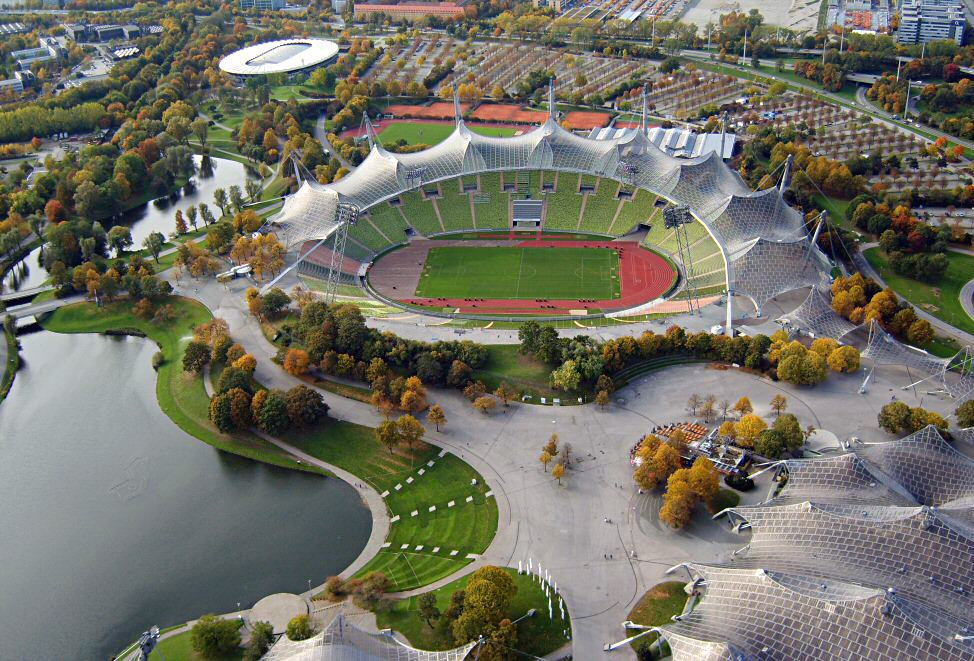
Стадион Olympiastadion

Перед началом Олимпиады в благоустройство Мюнхена были вложены значительные средства. Здесь впервые построили метро, практически полностью реконструировали центр города, число мест в гостиницах выросло с 16 до 150 тысяч, была практически заново создана система подъездных путей. Новый комплекс спортивных сооружений включал в себя, в частности, олимпийскую деревню на 10—15 тысяч жителей, олимпийский стадион на 80 тысяч мест, дворец спорта на 15 тысяч мест, бассейн на 10 тысяч мест, велотрек на 13 тысяч мест и другие спортивные залы и площадки.
В Мюнхене была построена Олимпийская деревня для спортсменов, новый олимпийский стадион (Olympiastadion), разбит Олимпийский парк, возведена башня высотой 291 метр.
Все олимпийские объекты Мюнхена были оснащены довольно совершенными средствами срочной информации (табло, электронно-вычислительные машины, приборы измерения с помощью лазерного луча, современная множительная техника для пресс-бюллетеней и т. д.). Никогда доселе не было на Играх такого количества новейшего оборудования, установленного буквально на всех спортивных аренах, как в Мюнхене. Широко использовалось телевидение, благодаря которому зрителями олимпийских соревнований стало более миллиарда любителей спорта на всех континентах.
Олимпийская парусная регата и показательные выступления по воднолыжному спорту проходили на балтийском побережье в городе Киль.

## Спортивные результаты
Соревнования Олимпийских игр прошли на высоком уровне. В ходе Игр было установлено 100 олимпийских и 46 мировых рекордов.
Семь золотых медалей выиграл американский пловец Марк Спитц. Он победил на дистанциях 100 и 200 метров вольным стилем, 100 и 200 метров баттерфляем и в трёх эстафетах: 4×100 метров и 4×200 метров вольным стилем и в комбинированной — 4×100 метров причём во всех стартах были установлены мировые рекорды. Это достижение было превзойдено только в 2008 году Майклом Фелпсом.
Две золотые медали завоевал финский легкоатлет Лассе Вирен в беге на 5000 и 10 000 метров. Причём в беге на 10 000 метров Вирен на половине дистанции упал, поднялся и смог финишировать первым, установив мировой рекорд — 27 мин 38,4 сек
Советской гимнасткой Ольгой Корбут впервые на таком уровне соревнований был выполнен гимнастический элемент «Петля Корбут».
Боксёр Вячеслав Лемешев, завоевавший 9 сентября 1972 года золотую медаль во 2-м среднем весе, стал самым молодым олимпийским чемпионом в истории советского бокса.
Футбольный турнир: проходил с 27 августа по 10 сентября, финал выиграла Польша.
В баскетбольном турнире впервые в истории сборная США не сумела выиграть золотые медали, в драматичном финальном матче американцы, в составе которых ни один баскетболист не сумел набрать 10 очков, уступили сборной СССР (50:51).

## Страны-участницы

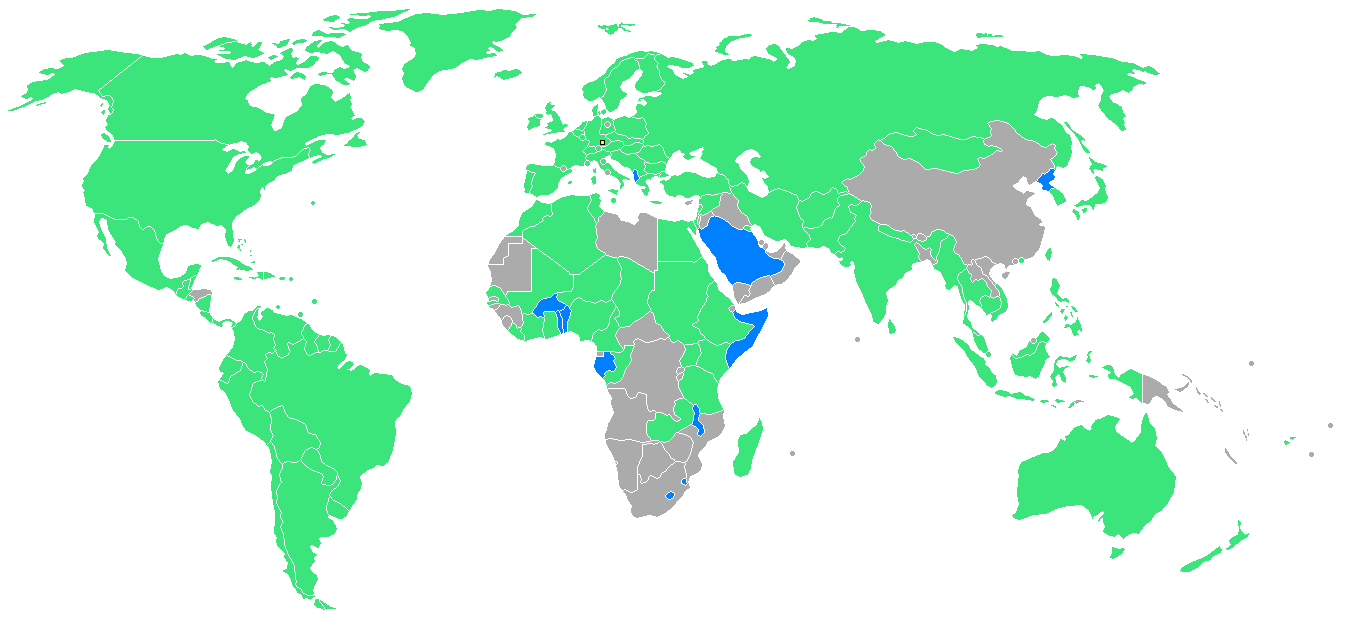
Карта участвовавших в Олимпиаде-1972 стран

- Австралия
- Австрия
- Албания
- Алжир
- Аргентина
- Белиз
- Бельгия
- Болгария
- Боливия
- Бразилия
- Венесуэла
- Верхняя Вольта
- Габон
- Гайана
- Гватемала
- ГДР
- Гонконг
- Греция
- Дагомея
- Дания
- Доминиканская Республика
- Израиль
- Индия
- Индонезия
- Иран
- Ирландия
- Исландия
- Испания
- Канада
- КНДР
- Колумбия
- Коста-Рика
- Лесото
- Марокко
- Малайзия
- Мексика
- Монголия
- Нидерланды
- Никарагуа
- Новая Зеландия
- Панама
- Парагвай
- Перу
- Румыния
- Сальвадор
- Саудовская Аравия
- Сингапур
- СССР
- Суринам
- США
- Уругвай
- Финляндия
- Франция
- ФРГ
- Чили
- Эквадор
- Япония

## Итоги Олимпиады
(Жирным выделена страна-организатор)
| Летние Олимпийские игры 1972 — награды |           |        |         |        |       |
| Место                                  | Страна    | Золото | Серебро | Бронза | Всего |
| 1                                      | СССР      | 52     | 27      | 23     | 102   |
| 2                                      | США       | 34     | 31      | 31     | 96    |
| 3                                      | ГДР       | 23     | 23      | 23     | 69    |
| 4                                      | ФРГ       | 13     | 11      | 16     | 40    |
| 5                                      | Япония    | 13     | 8       | 9      | 30    |
| 6                                      | Австралия | 8      | 7       | 2      | 17    |
| 7                                      | Польша    | 7      | 5       | 9      | 21    |
| 8                                      | Венгрия   | 7      | 13      | 16     | 36    |
| 9                                      | Болгария  | 6      | 10      | 5      | 21    |
| 10                                     | Италия    | 5      | 3       | 10     | 18    |

## Происшествия и иные события во время Олимпиады

### Теракт на Олимпиаде

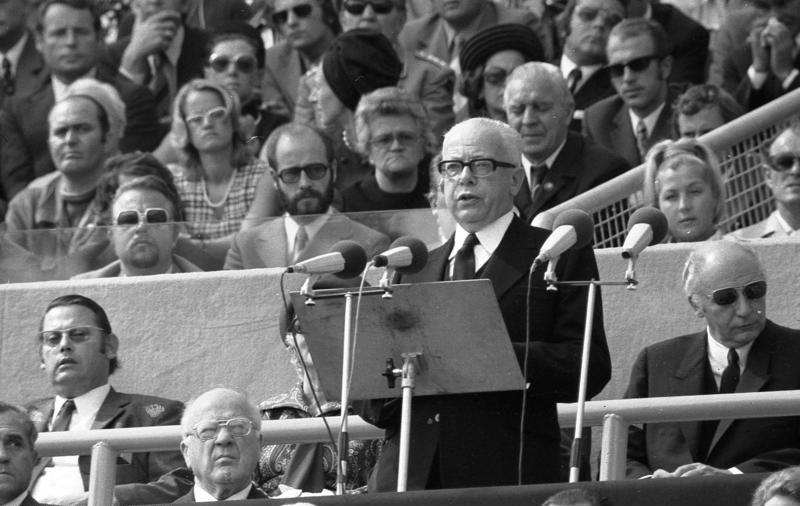
Президент ФРГ Хейнеманн выступает на траурном митинге, посвящённом памяти израильских спортсменов

5 сентября 1972 года произошла крупнейшая трагедия в истории олимпийского спорта. Восемь террористов палестинской организации «Чёрный сентябрь» в 4 часа 30 минут проникли в павильон № 31 олимпийской деревни, захватили в качестве заложников 11 членов делегации Израиля, а в ответ на запоздалые и непродуманные действия баварской полиции открыли огонь и убили всех заложников (двух судей, пятерых тренеров и четверых спортсменов), а 6 сентября в ходе спецоперации по освобождению заложников застрелили полицейского. В ходе перестрелки также погибли 5 из 8 боевиков, трое террористов были взяты спецназом живыми. Впервые пролитая на Олимпиаде кровь потрясла весь мир. На чрезвычайном заседании МОК Игры решено было продолжить.
Из-за происшествия израильская делегация отказалась от продолжения участия в олимпиаде и вернулась в Израиль. В Израиле был объявлен день траура.

### Антисоветские провокации
Во время проведения Олимпийских игр в Мюнхене имели место антисоветские провокации:
- ряд пронацистских организаций ФРГ («Викингюгенд», «Молодёжный союз „Адлер“» и др.) предпринял попытку провести в Баварии «Антиолимпиаду», для спортивных команд были изготовлены нарукавные повязки «Кёнигсберг», «Данциг» и «Восточная Пруссия». Правительство ФРГ запретило проведение «Антиолимпиады»[4].

## Олимпиада в филателии

Почтовые марки СССР, 1972 год
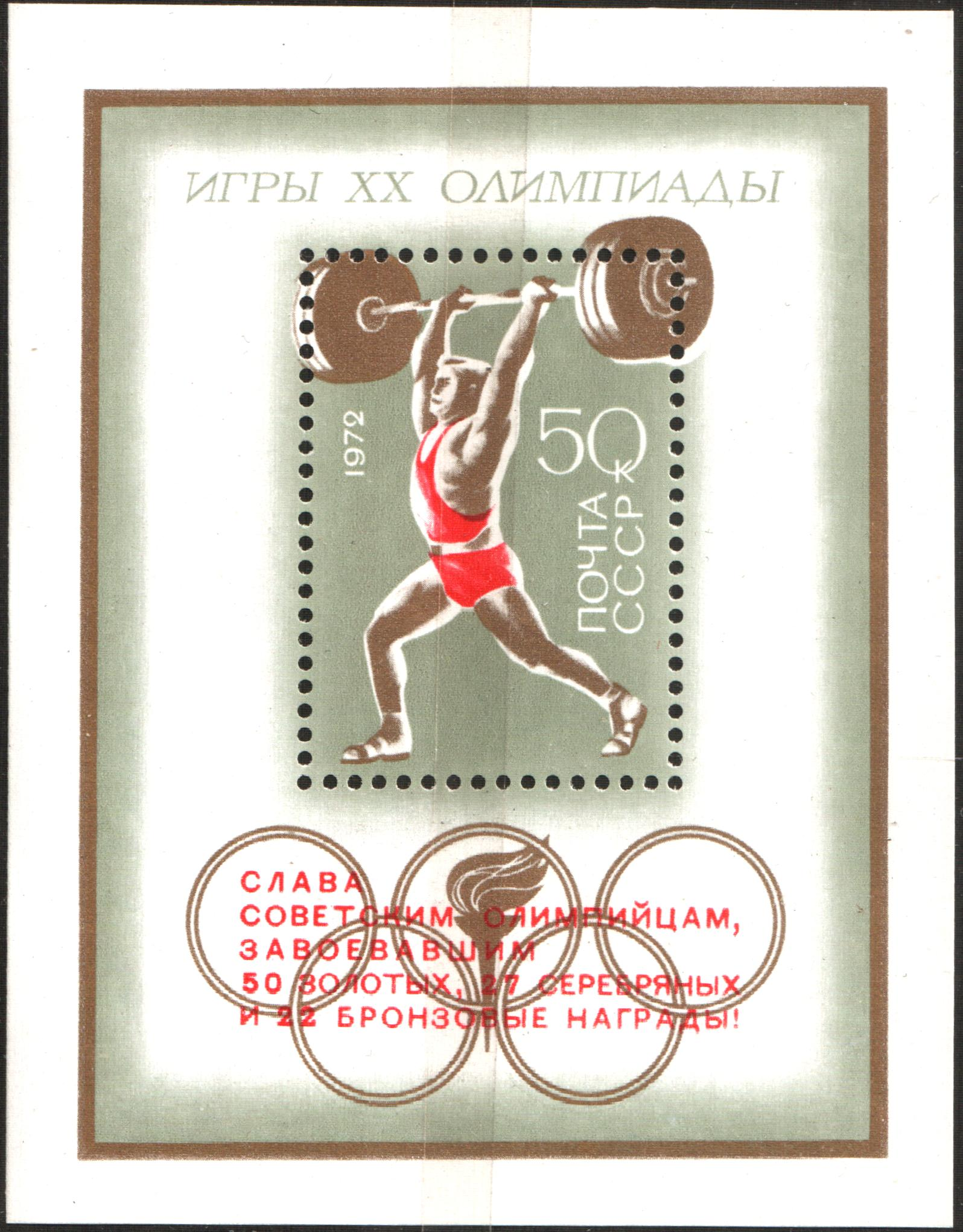
Слава советским олимпийцам!
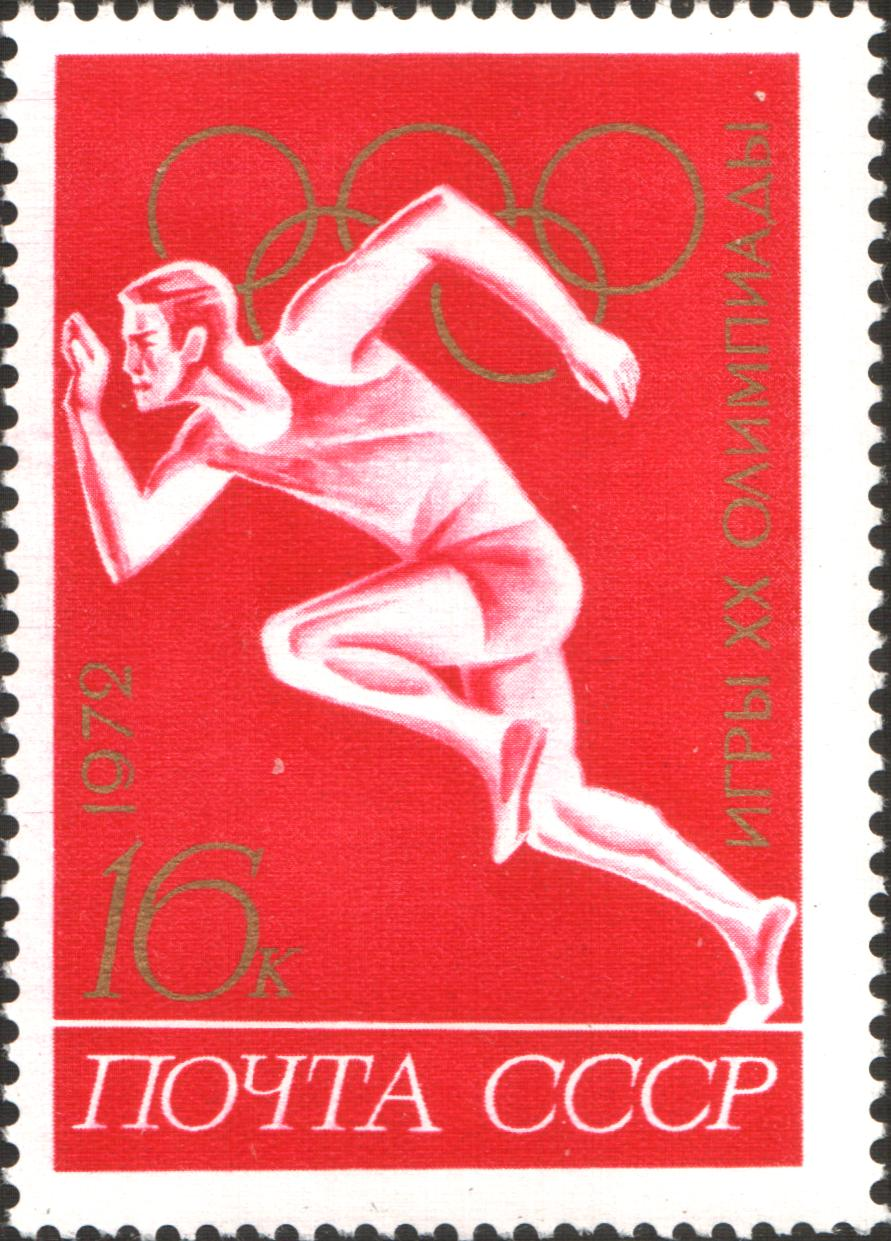
Бег
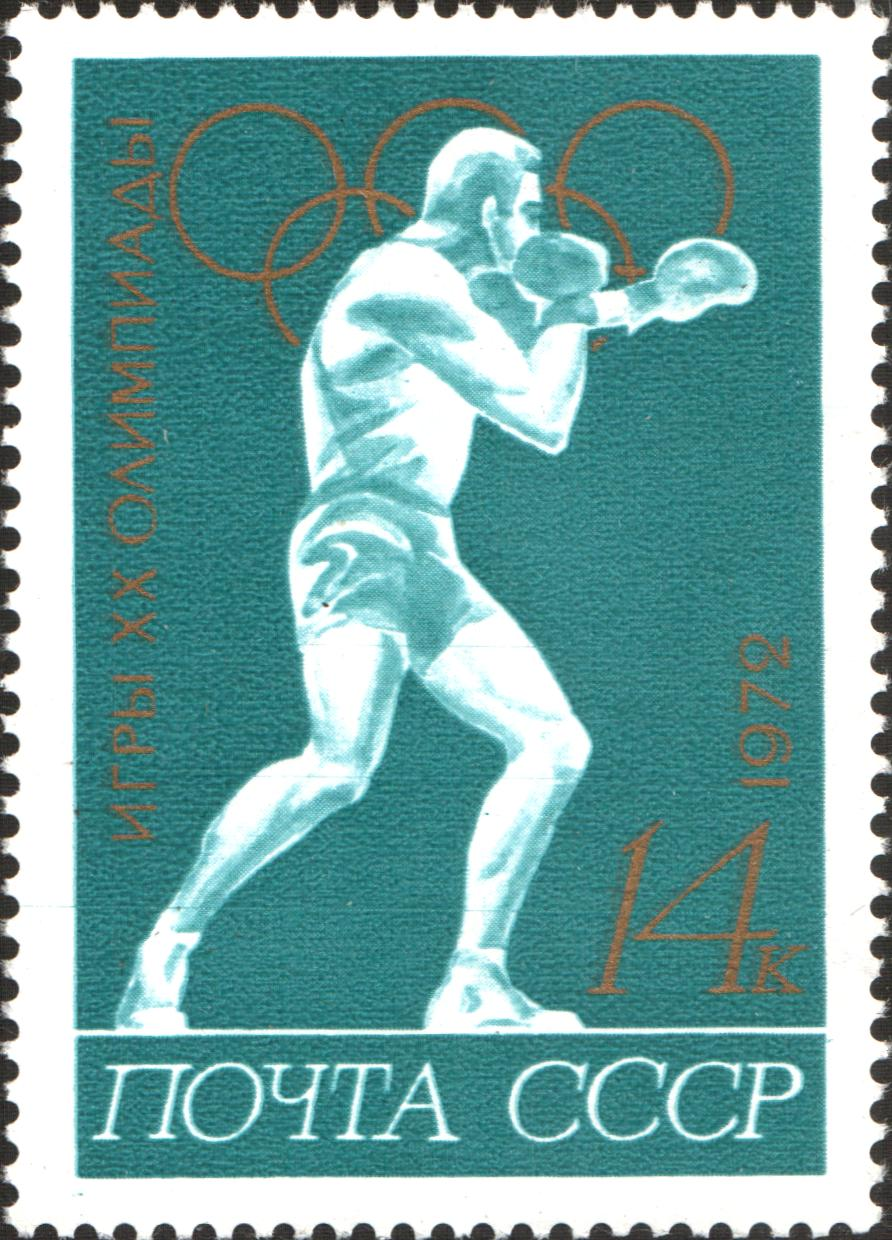
Бокс
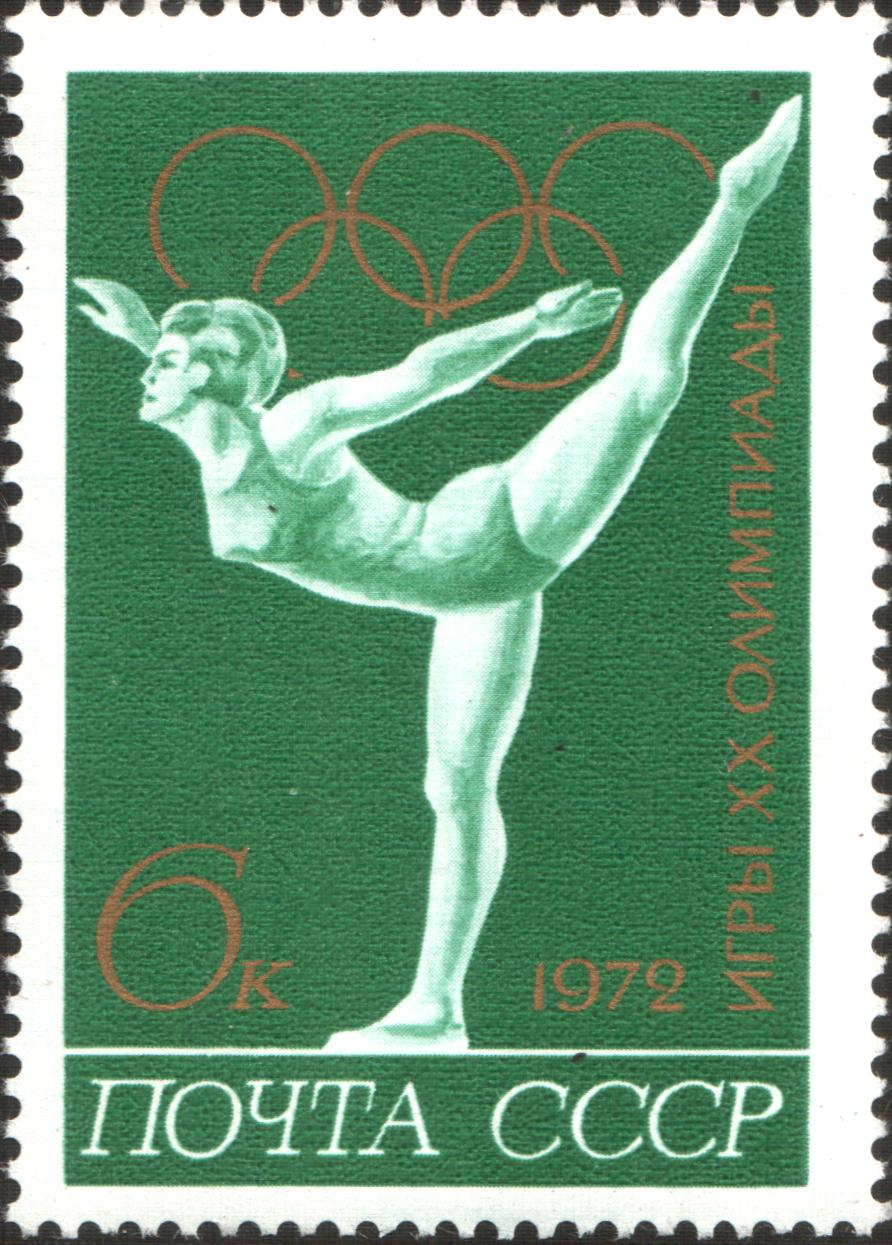
Гимнастика
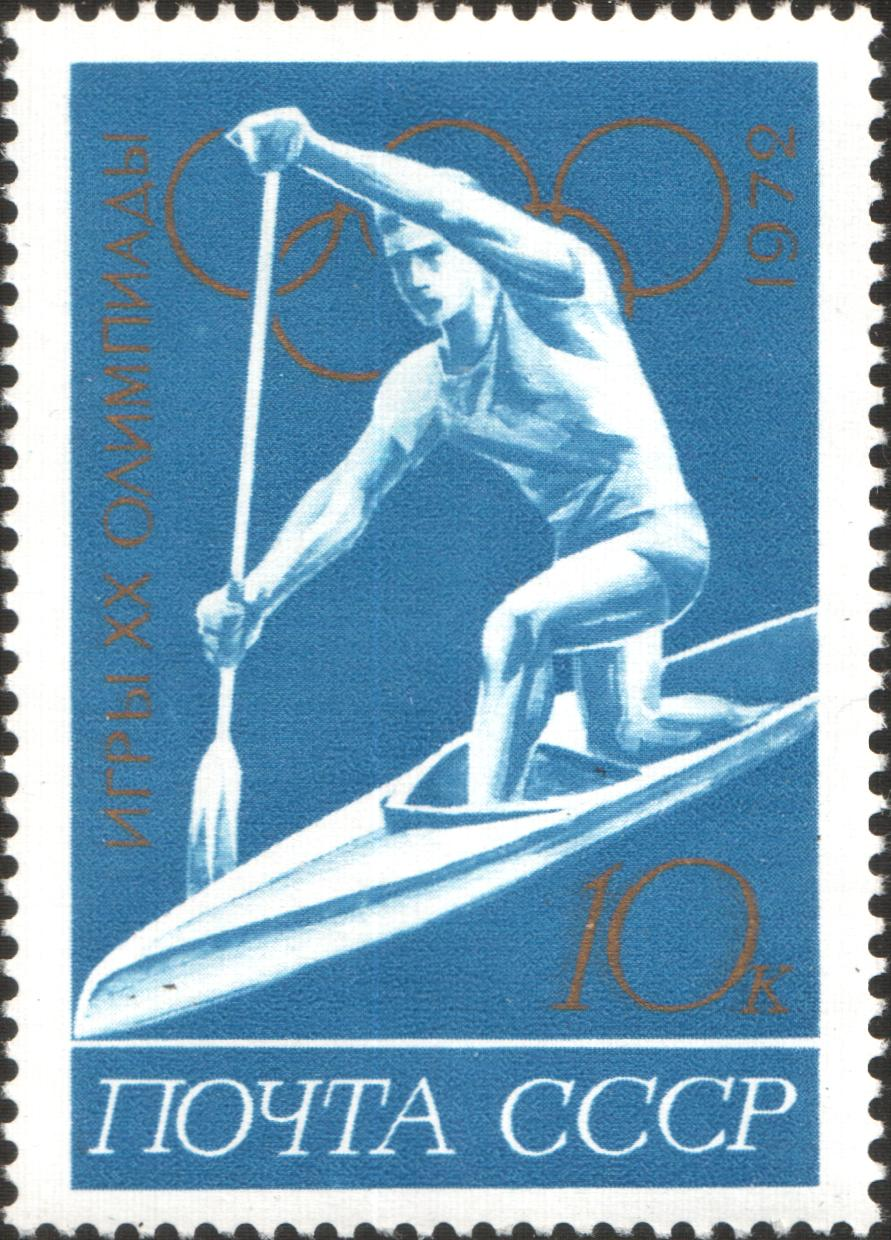
Гребля
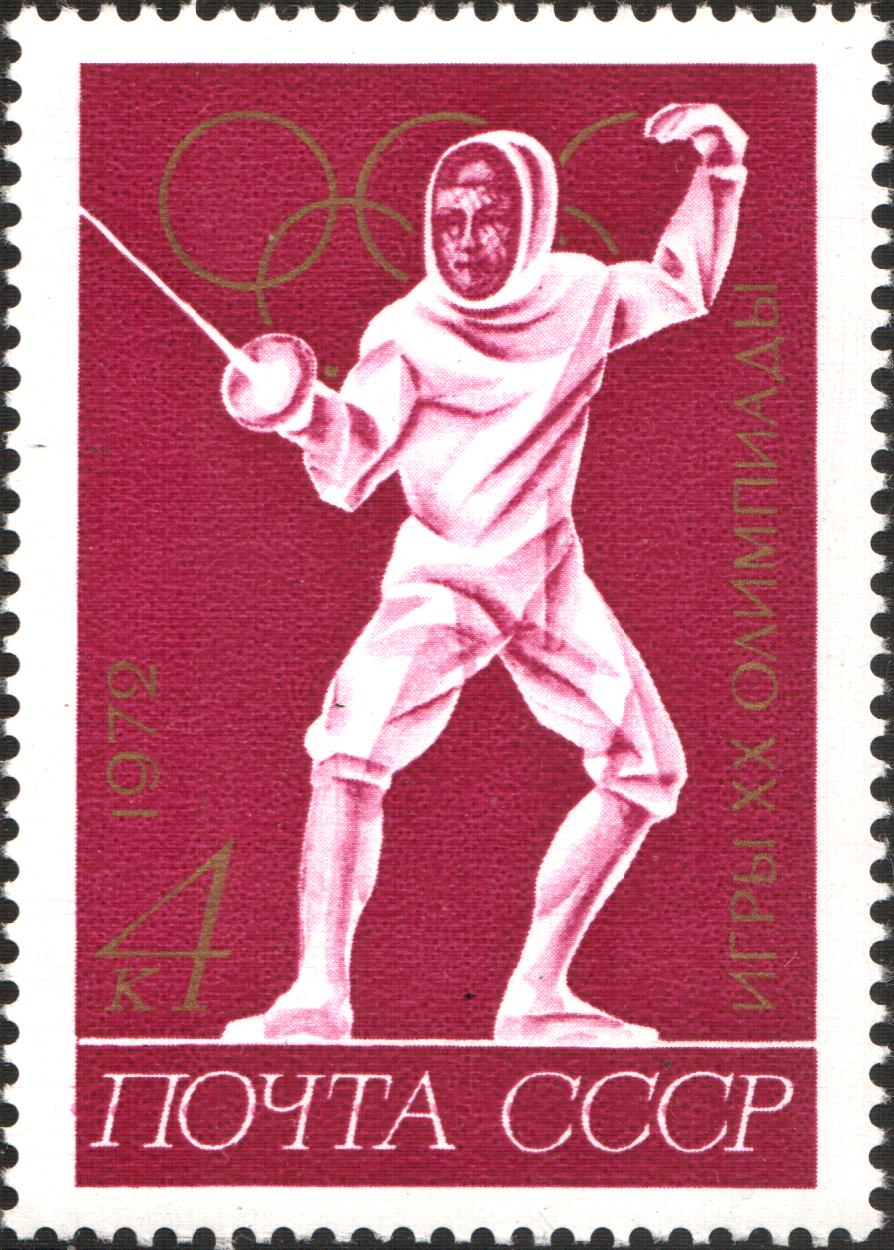
Фехтование

## Олимпиада в нумизматике
Памятные монеты ФРГ 1972 год